# Grafschaft (England)
Eine Grafschaft (englisch County) ist eine Gebietseinheit in England. Die Wurzeln der Grafschaften gehen bis in das 12. Jahrhundert zurück. Sie sind nicht nur Verwaltungseinheiten, sondern wurden im Laufe der Zeit auch zu geographischen Bezeichnungen.
Eine Reihe von Reformen, deren erste 1888 stattfand, hat dazu geführt, dass der Begriff County in England mehrdeutig geworden ist. Darunter versteht man heute die Verwaltungsgrafschaften (heutige Verwaltungseinheiten) sowie die traditionellen und die zeremoniellen Grafschaften (die heutzutage verwaltungstechnisch ohne Bedeutung sind).
Als Verwaltungseinheiten werden Grafschaften in der Regel unterhalb der Regionen und oberhalb der Bezirke eingeordnet.

## Traditionelle Grafschaften

Englische Grafschaften 1851

Das System der 39 traditionellen Grafschaften entstand zwischen dem 12. und 16. Jahrhundert; einige sind noch älter. Diese traditionellen Grafschaften waren bis 1888 Verwaltungseinheiten Englands. Obwohl die Verwaltungsgliederung seitdem eigene Verwaltungsgrafschaften kennt, die von den traditionellen Grafschaften zu unterscheiden und mit diesen hinsichtlich der Gebietsaufteilung auch nicht deckungsgleich sind, verwenden bis heute viele Engländer die Bezeichnungen der traditionellen Grafschaften.

## Verwaltungsgrafschaften

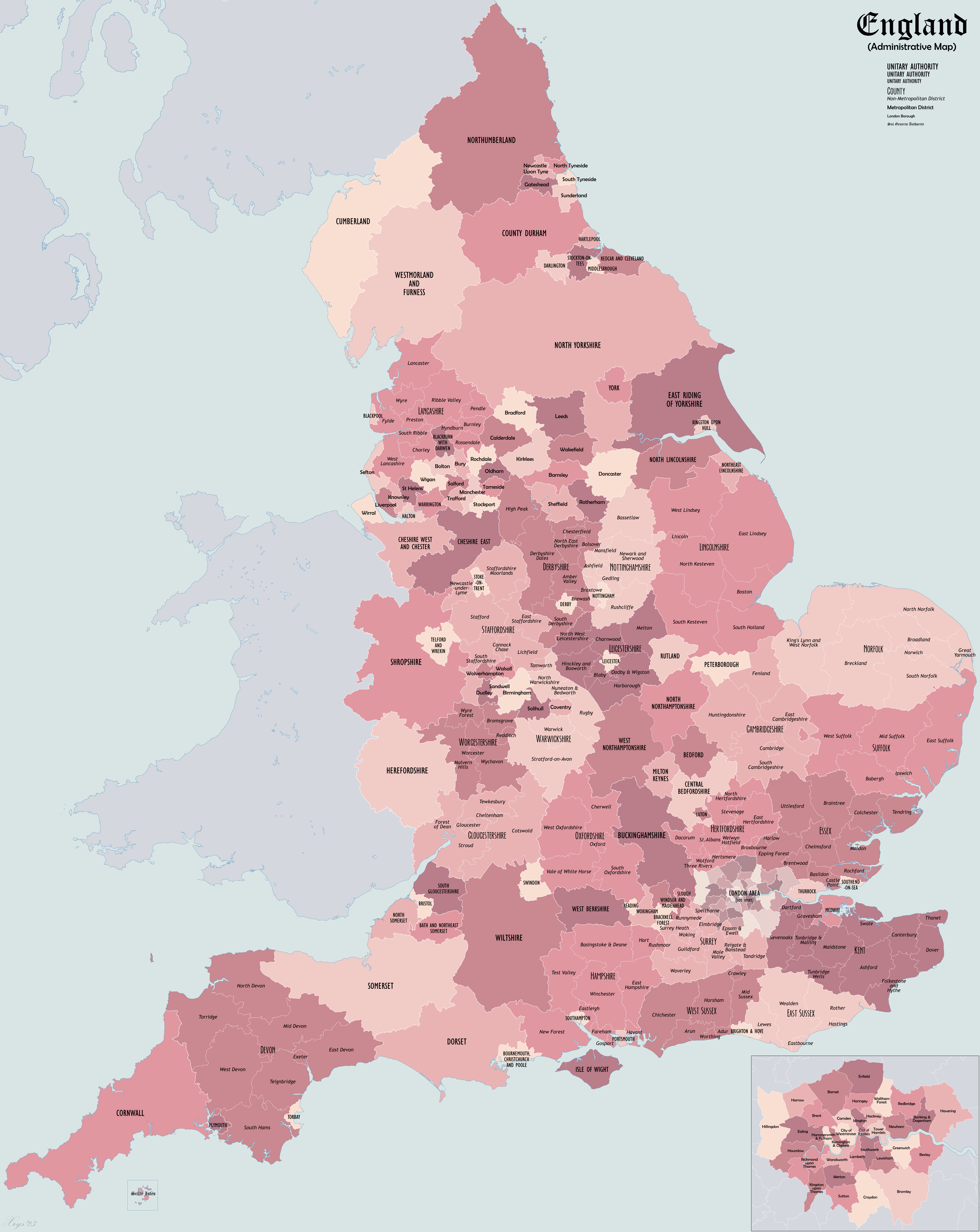
Verwaltungsbezirke Englands seit 2023

1888 wurden in England Grafschaftsräte (County councils) eingeführt, die gewählt wurden. Diese Räte übernahmen eine Reihe von Verwaltungsaufgaben. Nicht zu den neu gebildeten Verwaltungsgrafschaften (englisch Administrative counties) gehörten die County Boroughs, selbständige Verwaltungseinheiten. Die damals vorgenommene Einteilung Englands stimmte nicht mit der bisherigen der traditionellen Grafschaften überein; mehrere wurden in zwei Verwaltungsgrafschaften aufgeteilt.
1965 wurde Greater London gebildet und dadurch das bisherige County of London als Verwaltungseinheit abgelöst. Auch Middlesex wurde als Verwaltungsgrafschaft aufgelöst. Außerdem wurden Huntingdonshire und der Soke of Peterborough zur neuen Verwaltungsgrafschaft Huntingdon and Peterborough vereinigt; ebenso wurde Cambridgeshire mit Isle of Ely zu Cambridgeshire and Isle of Ely vereinigt.
1974 wurde die Struktur der Kommunalverwaltung grundlegend reformiert. Eine Reihe neuer Grafschaften wurde geschaffen, z. B. Avon, Cleveland, Cumbria und Humberside. Großstädtische Ballungsgebiete wurden zu Metropolitan Counties (Greater Manchester, Merseyside, South Yorkshire, Tyne and Wear, West Midlands und West Yorkshire). Die Grafschaften Cumberland, Herefordshire, Rutland, Westmorland und Worcestershire wurden aufgelöst. Die County Boroughs wurden ebenfalls abgeschafft. Nach dieser Reform bestanden in England neben den sechs Metropolitan Counties 39 sogenannte Non-Metropolitan Counties, die zum Zwecke einer zweistufigen Verwaltung sämtlich in Districts untergliedert waren. Die Bezeichnung Administrative County wird seitdem in England nicht mehr verwendet.
Seit 1996 wurde die Verwaltungsstruktur erneut mehrfach verändert. Eine Reihe der 1974 geschaffenen Grafschaften wurde 1996 wieder aufgelöst; damals aufgelöste wie Herefordshire, Rutland und Worcestershire wurden wiederhergestellt. Außerdem wurden aus den Gebieten der Grafschaften dicht besiedelte Gebiete ausgegliedert und zu verwaltungstechnisch selbständigen Unitary Authorities gemacht. Die meisten der neuen Unitary Authorities erhielten den formalen Status eines County. In Berkshire wurde 1998 der Grafschaftsrat (County Council) abgeschafft. Die sechs in Berkshire bestehenden Districts wurden zu Unitary Authorities erhoben, erhielten aber nicht den Status eines County.
Per April 2023 existieren in England auf der mittleren Verwaltungsebene
- 63 Unitary Authorities, darunter
  - 56 Unitary Authorities mit County-Status
  - 6 Unitary Authorities in Berkshire ohne County-Status
  - die besondere Unitary Authority Isles of Scilly ohne County-Status

- 21 Non-Metropolitan Counties, die einen Grafschaftsrat (County Council) besitzen und in 164 Districts untergliedert sind (auch shire-counties genannt)[1]

- 6 Metropolitan Counties, die in insgesamt 36 Metropolitan Boroughs untergliedert sind

Greater London ist zwar eine zeremonielle Grafschaft, gilt verwaltungstechnisch aber nicht als County, sondern als Region.
Zur heutigen Verwaltungsgliederung siehe auch den Artikel Verwaltungsgliederung Englands.

## Zeremonielle Grafschaften

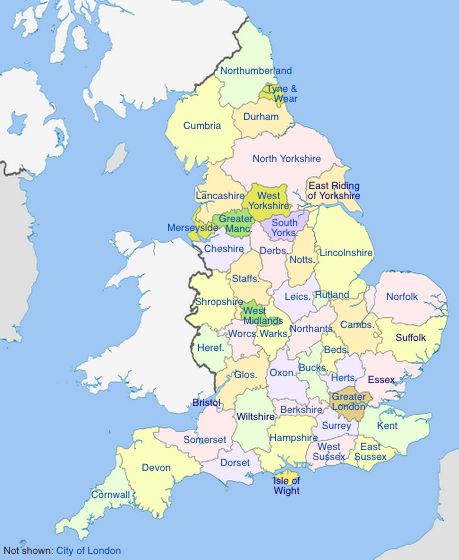
Zeremonielle Grafschaften in Englands seit 2009

Traditionell hat der britische Monarch in den einzelnen Gebieten des Vereinigten Königreichs einen persönlichen Repräsentanten, den Lord Lieutenant. Jedem der Lord Lieutenants ist ein Gebiet zugeteilt, das als zeremonielle Grafschaft (engl. ceremonial county) bezeichnet wird. Diese stimmten früher im Wesentlichen mit den traditionellen Grafschaften überein. Die späteren Wechsel im System der Verwaltungsgrafschaften wurden für die zeremoniellen Grafschaften zumeist übernommen.
Seit der Kommunalreform von 1974 stimmten zunächst die zeremoniellen Grafschaften mit den Verwaltungsgrafschaften überein. Seit 1996 wurden sogenannte Unitary Authorities aus den Verwaltungsgrafschaften herausgelöst oder sie ersetzten diese. Im Lieutenancies Act 1997 wurde die Zuordnung der Unitary Authorities zu den 48 zeremoniellen Grafschaften geregelt.